# Axel Brattberg
Axel Bernhard Brattberg, född den 23 april 1826 i Göteborg, död 21 oktober 1895, var chef för anläggningen i Karlsborg mellan 1868 och 1892, han var dessutom rysk vice-konsul. Han var son till Johan Reinhold Brattberg (1792-1841) och Susanna Lydia Lindström (1798-34). Han hade en son som hette George Washington Brattberg (1880-1937).
I boken Karlsborgs historia skrives om Axel följandes: Till de gamla patriarkaliska slaget av industriledare hörde Axel Brattberg, som innehade chefskapet i Karlsborg under AB Bergman, Hummel & Co, åren 1868-1894. Brattberg, som var svåger till David Hummel, var född i Göteborg den 23 april 1826. Som yngling utvandrade han till Nordamerika, där han vistades i många år och bl. a var sysselsatt i träindustrin. 
När han återvände till Sverige, kom han snart att anställas i sin svågers firma och blev anförtrodd uppdraget att svara för den nya industrin i Karlsborg. Han övertog där den sk. Lillsågen och ledde arbetet med uppförandet av den nya fyrramiga sågen i början av 70-talet, varefter han skötte de båda verken med tillhörande anläggningar- bl. a kvarn- tills ett slaganfall tvingade honom att lämna sin post 1894. Därefter bosatte han sig i Svartlå, där hans son var chef för ett trävarubolag, och blev kvar där till sin död den 21 oktober 1895.
Brattberg var som verkschef en energisk och målmedveten man, som med stor viljestyrka fullföljde sina intentioner. Genom systemet med anvisningar, som faktiskt utvecklade sig till ett slags eget sedelsystem för bolaget, kontrollerade verkschefen i praktiken sina underlydandes ekonomiska liv på ett ganska detaljerat sätt. Under Brattbergs kraftfulla ledning utvecklades sågverksindustrin i Karlsborg på ett markant sätt och han satte djupa spår i dess historia.